# Mimoza Shkodra
Mimoza Shkodra, född 26 oktober 1984 i Pristina, är en albansk sångerska främst känd för låtarna "Ndarja", "Burrat nuk janë si ti" och "Pare Pare" tillsammans med Seldi Qalliu. 
2011 släppte hon låten "Ndarja" som nådde stor framgång. Under sommaren 2012 samarbetade hon med sångaren Seldi och de släppte tillsammans singeln "Pare Pare". 

## Diskografi

### Singlar
- 2010 – "Jo mos e kërko"
- 2011 – "Ndarja"
- 2012 – "Pare Pare" (feat. Seldi Qalliu)
- 2013 – "Më doje ti"
- 2014 – "Veç edhe ka njo" (feat. Baboo Darabuka & DJ Benity)
- 2015 – "Ki me ni"